# Championnat de France de baseball Élite 2000
Navigation
1999 2001
L'édition 2000 du championnat de France de baseball Élite sacre le Paris Université Club. Il s'agit du 22e titre gagné par le PUC.

## Clubs
- Barracudas de Montpellier
- Paris Université Club
- Lions de Savigny-sur-Orge
- Tigers de Toulouse
- Cougars de Montigny
- INSEP
- Baseball softball club de Cergy-Pontoise
- Huskies de Rouen

## Finale
- Paris Université Club, Barracudas de Montpellier.

Le PUC est champion de France.

## Promotion/relégation
À l'issue de la saison, l'Élite passe de 8 à 6 huit clubs. Aucun club n'est promu. Les Huskies de Rouen et le Baseball softball club de Cergy-Pontoise sont relégués.